# 아부라소바
아부라소바(일본어: 油そば)는 일본의 국수 요리이다. 국물 없이 비벼 먹는 라멘 비슷한 음식으로, 마제소바(일본어: まぜそば), 몬자소바(일본어: もんじゃそば), 아부라멘(일본어: あぶらーめん), 데누키소바(일본어: 手抜きそば) 등으로도 불리며, "국물 없는 라멘(일본어: 汁なしラーメン 시루나시라멘[*])"으로 불리기도 한다.

## 같이 보기
- 일본 요리